# Växthusspindel
Växthusspindel (Parasteatoda tepidariorum) är en spindelart som först beskrevs av Carl Ludwig Koch 1841.  Växthusspindel ingår i släktet Parasteatoda och familjen klotspindlar. Arten är reproducerande i Sverige. Utöver nominatformen finns också underarten P. t. australis.

## Bildgalleri

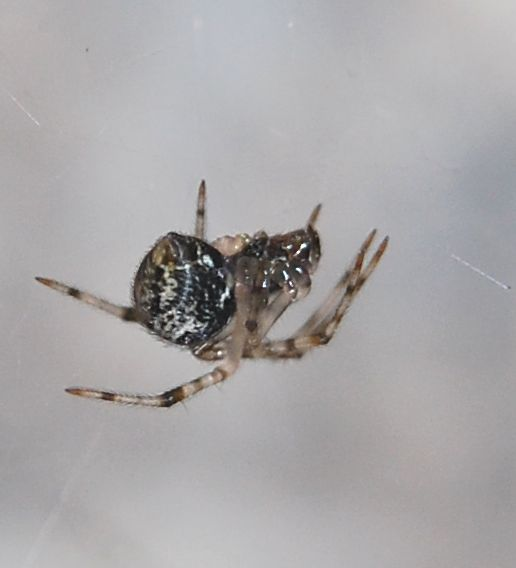
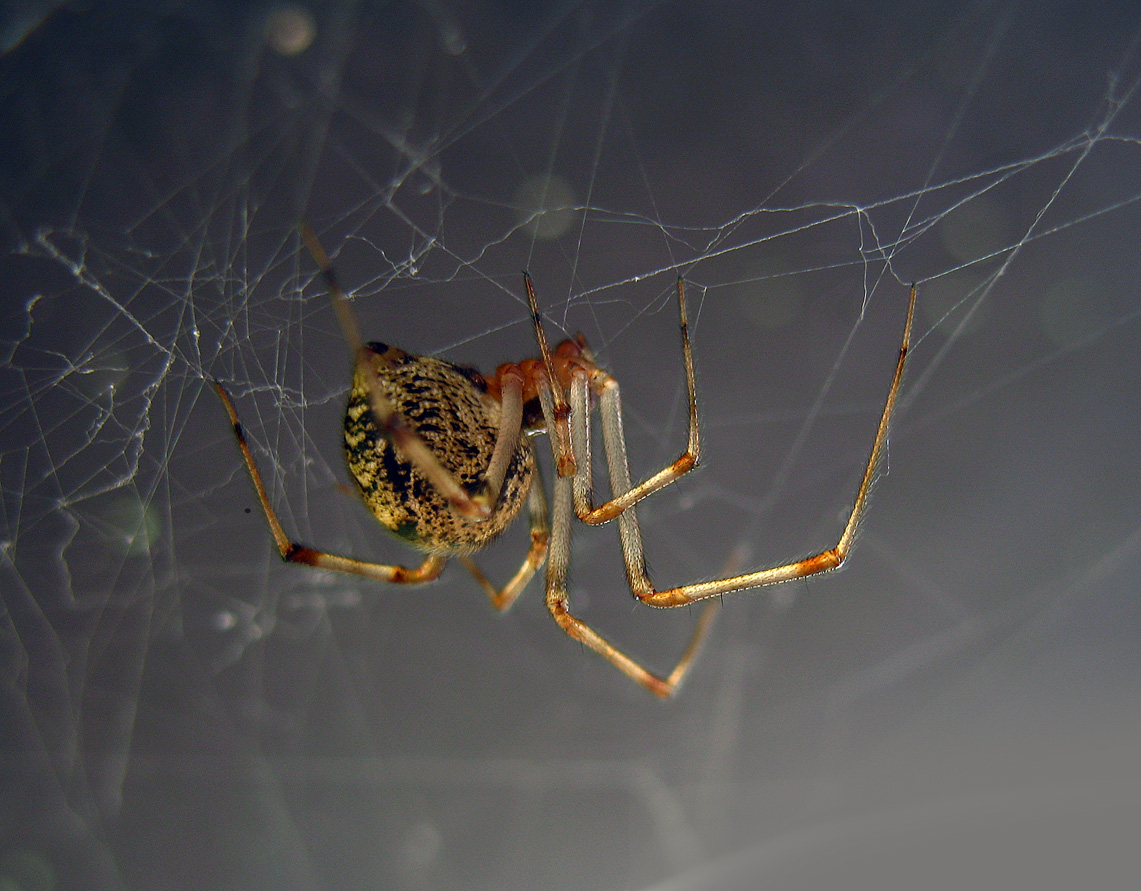
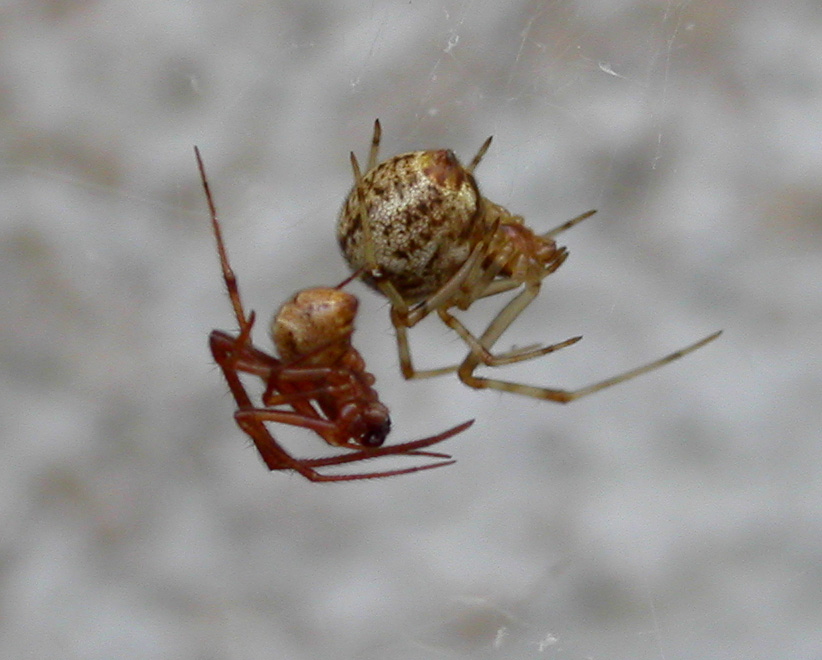